# Over...
«Over...» es un sencillo de la banda japonesa 12012. Fue lanzado el 15 de noviembre de 2006.
Alcanzó el número # 66 en el ranking del Oricon Singles Weekly Chart.

## Lista de canciones
| (CD) |           |          |  |
| N.º  | Título    | Duración |  |
| 1.   | «Over...» |          |  |
| 2.   | «page»    |          |  |